# Ommata brevipennis
Ommata brevipennis är en skalbaggsart som beskrevs av Julius Melzer 1935. Ommata brevipennis ingår i släktet Ommata och familjen långhorningar.
Artens utbredningsområde är Paraguay. Inga underarter finns listade i Catalogue of Life.